# Jean Mouzat

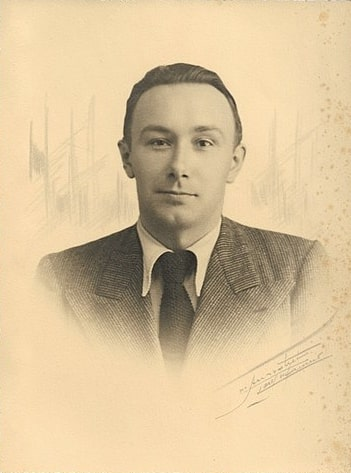
Jean Mouzat

Jean Mouzat (auch: Jean Mozat; * 24. November 1905 in Tulle; † 4. Januar 1986 in Saint-Germain-en-Laye) war ein französischer Hochschullehrer und Dichter okzitanischer Sprache. 

## Leben und Werk
Jean Mouzat studierte Englisch an der Universität Toulouse, unterrichtete ab 1925 und bestand (nach einem zweijährigen Aufenthalt in Belfast) 1938 die Agrégation in diesem Fach. Danach unterrichtete er an Gymnasien in Lyon und Paris.
Da die Hinwendung zum limousinischen Félibrige und zu Joseph Roux in seiner Familie Tradition hatte, studierte er in Toulouse gleichzeitig die Trobadors bei Joseph Anglade und traf schon 1924 den Okzitanisten Ismaël Girard. Ab den 1930er Jahren trat er mit eigenen okzitanischen Gedichten hervor und habilitierte sich 1965 mit einer Arbeit über Gaucelm Faidit, die ihm ermöglichte, 1968 Professor für romanische Philologie an der Universität Limoges zu werden.

## Werke (Auswahl)
- Dieu metge. Oc, Toulouse 1950. (« Dieu sorcier », Dichtung)
- (Hrsg. und Übersetzer) Guilhem Peire de Cazals, troubadour du XIIIe siècle. Société d'édition les Belles lettres, Paris 1954. Slatkine, Genf 1989.
- (Hrsg.) Le troubadour Arnaut de Tintinhac. Tulle 1954. Slatkine, Genf 1989. (kritische Ausgabe)
- Les Poèmes de Gaucelm Faidit, troubadour du XIIe siècle. A. Nizet, Paris 1965. Slatkine, Genf 1989. (Thèse)